# 15699 Lyytinen
15699 Lyytinen eller 1986 VM6 är en asteroid i huvudbältet som upptäcktes den 6 november 1986 av den amerikanske astronomen Edward L.G. Bowell vid Anderson Mesa Station. Den är uppkallad efter amatörastronomen Esko Lyytinen.
Asteroiden har en diameter på ungefär 3 kilometer.